# Lijst van beschermd erfgoed in Bièvre
Onderstaande tabel geeft een overzicht van de beschermde erfgoederen in de gemeente Bièvre. Het beschermd erfgoed maakt deel uit van het cultureel erfgoed in België.
| Object                                                                                    | Bouwjaar/architect | Deelgemeente       | Adres | Coördinaten                  | Nummer?                | Afbeelding                                                                                |
| ----------------------------------------------------------------------------------------- | ------------------ | ------------------ | ----- | ---------------------------- | ---------------------- | ----------------------------------------------------------------------------------------- |
| Toren Sint-Dionysiuskerk (monument)                                                       |                    | Graide             |       | 49° 57' 4" NB, 5° 4' 2" OL   | 91015-CLT-0001-01 Info | Toren Sint-Dionysiuskerk (monument)                                                       |
| Ensemble van de kapel van Foy-Notre-Dame, twee lindes en de onmiddellijke omgeving (site) |                    | Oizy               |       | 49° 53' 19" NB, 5° 1' 15" OL | 91015-CLT-0002-01 Info | Ensemble van de kapel van Foy-Notre-Dame, twee lindes en de onmiddellijke omgeving (site) |
| Sint-Hubertuskerk met meubilair (monument)                                                |                    | Oizy               |       | 49° 53' 39" NB, 5° 0' 30" OL | 91015-CLT-0003-01 Info | Sint-Hubertuskerk met meubilair (monument)                                                |
| Sint-Furciusbron (monument) ensemble van de fontein en haar omgeving (site)               |                    | Monceau-en-Ardenne |       | 49° 54' 54" NB, 4° 58' 8" OL | 91015-CLT-0005-01 Info | Sint-Furciusbron (monument) ensemble van de fontein en haar omgeving (site)               |